# Area 14 di Brodmann
L'area 14 di Brodmann è una suddivisione della corteccia cerebrale del cervello proposta da Brodmann. È stata studiata da Brodmann nella scimmia guenon. Brodmann, nel 1909, sosteneva che non esistesse nessuna struttura equivalente negli esseri umani, ma gli studi successivi hanno dimostrato che l'area 14 possiede un chiaro omologo nella corteccia prefrontale ventromediale umana.

## Anatomia
Le aree di Brodmann sono state descritte sulla base della citoarchitettura piuttosto che sulla base della funzione. L'area 14 differisce chiaramente dall'area 13 di Brodmann-1905 perché non è presente uno strato granulare interno ben distinto (IV). Altre differenze sono: uno strato granulare esterno (II) meno distinto, un allargamento della zona libera da cellule presente nello strato piramidale esterno (III); cellule dello strato piramidale interno (V) più dense e arrotondate; cellule dello strato multiforme (VI) con un orientamento tangenziale più distinto.

## Funzioni
L'area 14 è ritenuta una corteccia associativa per la sensibilità viscerale e l'olfatto insieme con l'area 51. I suoi collegamenti anatomici suggeriscono che aiuti anche a gestire le informazioni autonomiche.